# Fidel Sendagorta Gómez del Campillo
Fidel Sendagorta Gómez del Campillo (Madrid, 11 de febrer de 1956) és un diplomàtic espanyol, que exerceix d'ambaixador d'Espanya al Japó des de 2022.

## Trajectòria
Llicenciat en Dret, l'any 1984 va ingressar en l'exercici de càrrecs de diplomàcia. Va estar destinat a les representacions diplomàtiques espanyoles al Japó, Cuba i Marroc.
Ha estat vocal assessor en els gabinets del Secretariat d'Estat per a la Cooperació Internacional i per a Iberoamèrica, i del Ministeri d'Afers Exteriors; conseller a la Representació Permanent d'Espanya davant la Unió Europea (1999); subdirector general del gabinet d'anàlisi i previsió de política exterior (2002); ambaixador de la Missió especial per a assumptes del Mediterrani (2007); director general de Política exterior per al Mediterrani, el Magreb i el Pròxim Orient (2008); director general pel Magrib, Mediterrani i Orient Pròxim (juliol-octubre de 2010); director general per a Amèrica del Nord, Àsia i Pacífic (2015-2020); director general de Política Exterior i de Seguretat (2020-2021).
Entre 2010 i 2014 va ser ambaixador d'Espanya a Egipte (2010-2014) i, des de 2022, ambaixador d'Espanya al Japó.